# Trzcianka (gmina)
Pour les articles homonymes, voir Trzcianka.
Trzcianka est une gmina mixte du powiat de Czarnków-Trzcianka, Grande-Pologne, dans le centre-ouest de la Pologne. Son siège est la ville de Trzcianka, qui se situe environ 18 km au nord de Czarnków et 79 km au nord-ouest de la capitale régionale Poznań.
La gmina couvre une superficie de 375,33 km2 pour une population de 23 482 habitants.

## Géographie

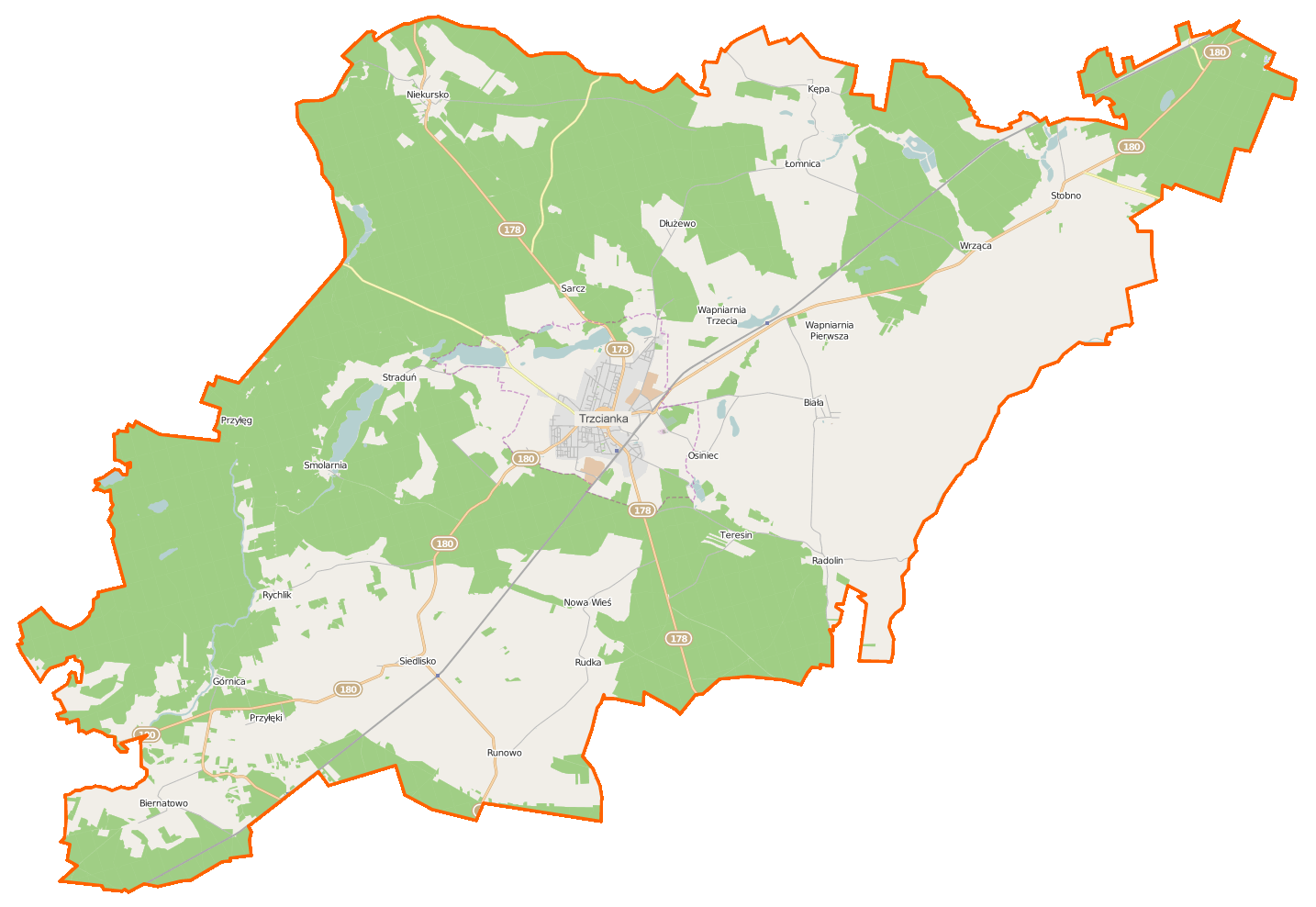
Plan de la gmina.

Outre la ville de Trzcianka, la gmina inclut les villages de :
- Biała
- Biernatowo
- Górnica
- Kępa
- Łomnica
- Niekursko
- Nowa Wieś
- Osiniec
- Pokrzywno
- Przyłęki
- Radolin
- Runowo
- Rychlik
- Sarcz
- Siedlisko
- Smolarnia
- Stobno
- Straduń
- Teresin
- Wapniarnia Pierwsza
- Wapniarnia Trzecia
- Wrząca

### Gminy voisines
La gmina de Trzcianka est bordée des gminy de:
- Czarnków
- Człopa
- Szydłowo
- Ujście
- Wałcz
- Wieleń

## Structure du terrain
D'après les données de 2002, la superficie de la commune de Trzcianka est de 373,98 km², répartis comme tel :
- terres agricoles : 43 %
- forêts : 47 %

La commune représente 20,76 % de la superficie du powiat.

## Démographie
Données du 30 juin 2004 :
| description        | Total  | Total | Femmes | Femmes | Hommes | Hommes |
| ------------------ | ------ | ----- | ------ | ------ | ------ | ------ |
| Unité              | Nombre | %     | Nombre | %      | Nombre | %      |
| population         | 23 448 | 100   | 11 925 | 50,9   | 11 523 | 49,1   |
| Densité (hab./km²) | 62,5   | 62,5  | 31,8   | 31,8   | 30,7   | 30,7   |